# 艾特金鎮區 (艾特金縣)
艾特金鎮區（Aitkin Township），美国明尼苏达州艾特金县的一个鎮區。总面积88.9平方公里，总人口856（2010年）。艾特金市境位于该鎮區境内，但行政上是独立的实体。

## 外部連結
- United States National Atlas
- United States Census Bureau 2007 TIGER/Line Shapefiles
- United States Board on Geographic Names (GNIS) （页面存档备份，存于）